# Old Joy
Old Joy è un film del 2006 diretto da Kelly Reichardt.